# Xesc Forteza Forteza
Xesc Forteza Forteza (Palma, 1926 - 1999) fou un actor, autor i director de teatre mallorquí. De formació autodidacta, als onze anys actuà per primera vegada a una companyia professional. El 1948, ingressà en la companyia Artis, de la qual formaria part fins poc abans de la seva dissolució, el 1969, i amb la qual estrenà més de 150 obres (moltes d'elles en el Teatre Principal). El 1967, fundà companyia pròpia i, el 1971, reformà el Saló Rialto en teatre, on actuà fins al 1991. El 1997 va rebre el Premi Ramon Llull.
D'altra banda, ha treballat com a showman a diverses sales de festes de Palma i també va participar, de manera esporàdica, a produccions cinematogràfiques. Més rellevants foren les seves actuacions en televisió, com a la sèrie Ay señor señor (1994) amb Andrés Pajares i Javier Cámara.

## Representacions
- Ninette i un senyor de Mallorca, de Miguel Mihura
- L'avar de Molière
- Metge per força, de Molière

## Cinematografia
- Pocavergonyes S.A. (1983) de Marcos Vadell
- Un, dos, tres... ensaïmades i res més (1985) de Joan Solivellas

## Obres pròpies
- El dimoni ja no fa por a ningú
- Majòrica-81
- Jubilat ve de jubileu